# Raymundo Joseph Peña
Raymundo Joseph Peña (ur. 19 lutego 1934 w Corpus Christi, Teksas, zm. 24 września 2021 w San Juan) – amerykański duchowny katolicki, biskup Brownsville w latach 1994–2009.

## Życiorys
Święcenia kapłańskie otrzymał 25 maja 1957 z rąk bp. Mariana Garrigi i inkardynowany został do rodzinnej diecezji Corpus Christi.
16 października 1976 papież Paweł VI mianował go biskupem pomocniczym archidiecezji San Antonio ze stolicą tytularną Trisipa. Sakrę otrzymał z rąk abp. Francisa Fureya.
29 kwietnia 1980 papież Jan Paweł II mianował go ordynariuszem El Paso. 23 maja 1994 przeniesiony na biskupstwo Brownsville. Na emeryturę przeszedł 9 grudnia 2009.